# 대한민국 민법 제330조
대한민국 민법 제330조는 설정계약의 요물성에 대한 민법조문이다.

## 조문
제330조 (설정계약의 요물성) 질권의 설정은 질권자에게 목적물을 인도함으로써 그 효력이 생긴다.